# Province d'Oristano
La province d'Oristano (provìntzia de Aristanis en sarde) est une province italienne de Sardaigne, dont le chef-lieu est la ville d'Oristano.
La province a été instituée dans une loi publiée le 5 août 1974. Débouchant à l'ouest sur la mer de Sardaigne, elle a ses frontières au nord avec la province de Sassari, à l'est avec la province de Nuoro et au sud avec la province de Sardaigne du Sud.

## Géographie
La province possède des paysages très variés, passant de la plaine du Campidano aux montagnes de Montiferru. La portion sud-ouest du territoire est occupée par une partie de la vaste plaine du Campidano, qui recouvre aussi partiellement la province de Sardaigne du Sud. Dans la portion sud-est, on trouve en revanche le massif du mont Arci, avec ses 812 m. La partie nord-ouest est quant à elle occupée par le massif du Montiferru, qui culmine au Mont Urtigu, haut de 1 050 m. Dans le secteur nord-est se trouve le plateau de Abbasanta (it), continuation directe du plateau de Campeda (it).
Le paysage côtier est plutôt varié. Les côtes basses et sablonneuses alternent avec des falaises calcaires. Au large, en face de la côte de Cabras, se trouve l'île du Mal di Ventre, inhabitée, tandis qu'à quelques milles nautiques plus au sud se trouve le Rocher du Catalan. La présence d'étangs contribue à la biodiversité et ces écosystèmes constituent l'habitat de nombreuses espèces d'oiseaux, aussi bien sédentaires que migrateurs, parmi lesquels la poule sultane (Porphyrio porphyrio), le flamant rose (Phoenicopterus ruber), l'échasse blanche (Himantopus himantopus), le cormoran (Phalacrocorax carbo), le héron cendré (Ardea cinerea), le goëland (Larus michahellis) et de nombreuses autres espèces.
Les pentes du massif montagneux du Montiferru, du mont Arci et des montagnes du Barigadu (it) sont densément recouvertes de bois de chêne (Quercus ilex et Quercus pubescens). Le maquis qui domine le long des côtes et dans les plateaux de l'intérieur est formé d'essences parmi lesquelles l'olivier (Olea europaea sylvestris), le pistachier lentisque (Pistacia lentiscus), l'arbousier (Arbutus unedo), le myrte (Myrtus communis) et le ciste (Cistus salviifolius). La végétation des rives est en revanche formée de saules (Salix fragilis), peupliers (Populus alba) et tamaris (Tamarix gallica). Les berges des étangs sont en revanche le domaine de la végétation halophyte.

### Rivières
La province est traversée par deux fleuves sardes importants. Le Tirso, qui se jette dans le golfe d'Oristano, avec ses 152 km est le plus long de la Sardaigne. Quelques digues sont construites le long de son cours, afin de créer des réserves d'eau et d'en régler le débit. Son parcours dans la province d'Oristano couvre une distance de 77 km.
Le Temo est le seul fleuve navigable sarde, du moins partiellement. Il traverse l'agglomération de Bosa et se jette dans la mer à quelques kilomètres de celle-ci. Long de 55 km et passant par les provinces de Sassari et d'Oristano, il parcourt 27 km dans cette dernière.

### Lacs
Le lac Omodeo est la conséquence du barrage sur le Tirso.
La première digue a été construite au début du XXe siècle et a été inaugurée en 1924. En plus de fournir de l'eau pour les cultures de la plaine assainie du Campidano, elle était dotée d'une centrale hydroélectrique. Le village de Santa Chiara a été construit pour accueillir les familles et le personnel de service de la centrale.
L'étendue d'eau actuelle a été obtenue en réalisant une nouvelle digue sur le territoire de la commune de Busachi. Les eaux actuelles ont submergé en partie l'ancienne digue, qui est encore partiellement visible depuis les aires de pause le long de la route provinciale 74.
Il n'y a pas de lacs naturels dans la province d'Oristano.

### Étangs
Dans la portion de côte entre Capo Mannu (it) et Marceddì (it) s'étend une série d'étangs côtiers et de salines, avec une superficie totale d'environ 6 000 hectares. Certains, comme l'étang de Cabras et celui de San Giovanni, près de Marceddì, sont utilisés pour la pisciculture d'espèces comme le mulet (Mugil cephalus), dont les œufs servent à faire la poutargue. Un des étangs les plus importants sont l'étang de is Benas, l'étang de Cabras et l'étang de Santa Giusta. L'étang de Sale 'e Porcus (it), en revanche, est un étang périodique qui s'évapore complètement en été.

### Montagnes
Monte Urtigu, dans le massif de Monte Ferru, avec ses 1 050 m d'altitude, est le sommet le plus élevé de la province, suivi par le Monte Entu, avec ses 1 024 m. Le Monte Santa Vittoria, près de la commune de Nughedu Santa Vittoria, dans la partie nord-est de la province, fait 818 m. Le massif de Mont Arci atteint quant à lui 812 m, avec la pointe Sa Trebina Longa.

### Mer
La Mer de Sardaigne baigne complètement les côtes de la province d'Oristano sur une longueur totale de 135 km. Les côtes basses de la péninsule du Sinis comportent des plages de sable quartzifère. À partir de Capo Mannu, des falaises calcaires se développent en remontant vers le Nord, alternant avec des baies et des plages.
La petite île Mal di Ventre se trouve à environ 7 km de la péninsule du Sinis. Elle occupe une superficie de 3,6 km2 et présente une morphologie de plaine. La végétation est formée de buissons bas du maquis. Elle fait partie de l'aire maritime protégée (it) de la péninsule du Sinis et de l'île Mal di Ventre, tout comme le petit rocher du Catalan.

### Climat
Le climat de la province est méditerranéen, avec des hivers doux, parfois froids et très humides et des étés chauds et secs, mais c'est un climat influence par les courants atlantiques qui changent radicalement les températures et apportent parfois des précipitations très abondantes.
Les précipitations se concentrent en fait principalement dans les mois d'automne et d'hiver. Elles prennent l'aspect de neige essentiellement en décembre, janvier et février sur les reliefs montagneux les plus élevés et exceptionnellement aussi à basse altitude quand les courants froids arrivent sur la côte.
Les températures hivernales s'échelonnent habituellement entre 0 °C et 15 °C, tandis que les températures estivales sont entre 20 °C et 35 °C, avec des pics à 40 °C.

## Histoire
La présence humaine sur le territoire de la province d'Oristano peut être datée aux environs du Néolithique, grâce à la découverte de pierres en provenance de plusieurs sites archéologiques. En particulier, le Mont Arci était un site où l'on obtenait l'obsidienne utilisée pour réaliser des pointes de lance, des ustensiles divers et des bijoux. La période nuragique a vu, comme dans toute la Sardaigne, le développement des architectures typiques de cette civilisation. Les sites nuragiques les plus importants et les mieux conservés sont ceux de Santa Cristina di Paulilatino ainsi que de Nuraghe Losa près de Abbasanta, mais l'ensemble de la province est riches de vestiges antiques et chaque commune peut vanter son propre site archéologique, ses nuraghes, tombes des géants ou domus de Janas.
Le long de la côté les établissements de Tharros et de Cornus (it) se développent. Le premier, d'origine phénicienne, est remodelé après la conquête de la Sardaigne par l'Empire romain, et devient une cité florissante dotée d'un port important ainsi qu'un centre des échanges commerciaux de l'Empire. Le site de Cornus (it), d'origine carthaginoise, représente le centre de la résistance à l'invasion romaine avant de capituler. Après la conquête, à peu de distance de l'habitat antique, l'établissement paléochrétien de Columbaris se développe ; on y trouve trois basiliques et de nombreux sarcophages de pierre.
Avec la chute de l'Empire romain, la Sardaigne devient, après une brève période sous la domination des Vandales, une province de l'Empire byzantin jusqu'à environ 700 apr. J.-C. Le détachement progressif de l'île de l'orbite de Byzance conduit à la formation de règnes autonomes, les Judicats. Le territoire de la province d'Oristano fait partie du Judicat d'Arborée. La capitale du royaume est Tharros, mais elle se transfère à Oristano vers 1070 car, comme il se trouve à l'intérieur, il est plus facile à défendre des attaques provenant de la mer. Le souverain le plus connu de la période du Judicat est Éléonore d'Arborée, qui dote le royaume d'un code de lois, la Carta de Logu (it), qui sera appliquée jusqu'à la mise en place du Statut albertin. Le Judicat d'Arborée prend juridiquement fin en 1420, avec la vente des territoires sardes restants à la couronne d'Aragon.
Après 1720, le royaume de Sardaigne est cédé définitivement à la maison de Savoie. En 1848, avec l'institution de la division de Cagliari, la Province d'Oristano est créée, avec une superficie de 2 535 km2. En 1974, après une période où le territoire faisait partie de la province de Cagliari, la Province d'Oristano est mise en place. En 2001, à la suite d'une loi régionale, elle est augmentée du territoire de dix communes, prenant les dimensions territoriales et de population actuelles.

### Archéologie
On trouve plusieurs sites archéologiques sur le territoire de la province :
- Nuraghe Losa : situé dans la commune d'Abbasanta, un des plus grands sites nuragiques de la Sardaigne, remontant à l'âge du bronze ;
- Complexe nuragique de Santa Cristina : proche de Nuraghe Losa, sur le territoire de la commune de Paulilatino, il est célèbre pour la présence d'un puits sacré très bien conservé ;
- Géants de Mont-Prama : les fragments de sculptures anthropomorphes retrouvés sur le territoire de Cabras en 1974 ;
- Tharros : les ruines d'une ville phénicienne, près de San Giovanni di Sinis (it), dans la péninsule du Sinis (commune de Cabras) ;
- Thermes de Fordongianus (it) : un complexe thermal romain, remontant au Ier siècle apr. J.-C. ;
- Cornus (it) : cité punique et romaine et établissement paléochrétien près de Cuglieri ;
- Menhir Curru Tundu : monolithe mesurant 5,75 m de hauteur situé à proximité de la commune de Villa Sant'Antonio.

## Nature
La province d'Oristano comprend de nombreuses zones protégées.
- Le parc naturel régional du Mont Arci (Parco Naturale Regionale del Monte Arci)[7] s'étend sur environ 13 500 ha répartis entre les communes de Ales, Marrubiu, Masullas, Morgongiori, Palmas Arborea, Pau, Santa Giusta, Siris, Usellus, Villaurbana et Villa Verde. La forêt de chêne (Quercus ilex) et le maquis sont peuplés de sangliers (Sus scrofa), renards (Vulpes vulpes), chats sauvages (Felis silvestris), martres (Martes foina) et belettes (Mustela nivalis). Parmi les oiseaux, on trouve des pigeons (Columba palumbus), geais (Garrulus glandarius), huppes (Upupa epops), corneilles (Corvus cornix), faucons pèlerins (Falco peregrinus), éperviers (Accipiter nisus), vautours (Accipiter gentilis), faucons (Falco tinnunculus et Falco naumanni). La zone du mont Arci fait partie du périmètre du parc géologique, minier, historique et naturel de Sardaigne (it) (Parco geominerario storico ed Ambientale della Sardegna).
- La zone protégée marine de la péninsule du Sinis et de l'île Mal di Ventre (Area marina protetta Penisola del Sinis - Isola Mal di Ventre (it)[8] est une institution qui a aidé à défendre et préserver le patrimoine naturel d'une bonne partie de la côte de la Province. Elle s'étend sur 24 800 ha et est divisée en trois zones, suivant le niveau de protection et d'utilisation autorisée. Dans la partie terrestre de la Péninsule du Sinis pousse une espèce botanique rare, la Polygala sinisica, qui figure dans la liste rouge de l'UICN parmi les 50 espèces de plantes les plus menacées du bassin méditerranéen.
- Le monument naturel de S'Archittu à Santa Caterina di Pittinuri (it)[9] (Cuglieri) est un petit arc d'environ 15 mètres créé par l'érosion marine des parois calcaires de ce qui fut, il y a longtemps, une grotte et qui a été déclaré monument naturel.

## Économie

### Agriculture et élevage
Après l'assainissement des marécages voisins de la côte dans les premières décennies du XXe siècle, on a vu le développement d'une agriculture spécialisée.
À Arborea et à Terralba, de vastes étendues sont consacrées aux cultures horticoles. Les productions de tomates et d'artichauts se détachent, ainsi que le riz. Les productions horticoles en serre représentent aussi un important centre de revenus de l'économie de la province. On cultive aussi des arbres fruitiers, les agrumes étant très importants, avec Milis en tête pour la production, avec Solarussa, Zerfaliu et Simaxis, ainsi que l'olivier. Il faut aussi mentionner la production viticole, avec le cépage typique de la province d'Oristano, la vernaccia, tandis que dans la région de la Planargia, le cépage typique est la malvoisie.
En ce qui concerne l'élevage, la zone d'Arborea est célèbre pour celui des vaches, avec la présence d'une structure de récolte et de traitement du lait provenant des fermes de la zone. L'élevage ovin représente aussi une part importante de l'économie de la province, avec environ 372 000 têtes et la présence d'installations de transformation du lait en fromages. L'élevage des chevaux est aussi important et, dans la zone du Montiferru, celui de la vache à robe brune de race sardo-modicana. L'élevage des ovins a recours comme dans d'autres régions sardes à la transhumance en Sardaigne, qui fait depuis le XXIe siècle l'objet de circuits de randonnée en Sardaigne.

### Infrastructures et transports
La province est traversée par un tronçon de la route Strada Statale 131 (it) qui relie Cagliari à Porto Torres. Une autre portion de route importante est la Strada Statale 131 d.c.n. (it) qui commence à l'embranchement avec la Strada Statale 131 (it) près de Abbasanta et traverse la partie nord de la province en direction de Nuoro et d'Olbia. D'autres routes d'État importantes sont la Strada Statale 292 (it) qui relie Oristano à Alghero et qui croise à Suni la Strada Statale 129 bis (it) qui mène à Bosa, ainsi que la Strada Statale 388 (it) qui relie Oristano à Sorgono. De nombreuses autres routes secondaires sont gérées par la province et relient entre elles toutes les communes.
Le réseau ferroviaire est représenté par la ligne, gérée par la RFI qui relie Cagliari à Porto Torres et à la gare de Golfo Aranci Marittima (it). Le trajet dans la province d'Oristano passe par les gares de Uras-Mogoro, Marrubiu, Oristano, Simaxis, Solarussa, Bauladu-Milis, Paulilatino et Abbasanta. Un bout de ligne à voie étroite géré par les Ferrovie della Sardegna (it) est réservé aux déplacements touristiques ; il est parcouru de temps en temps par le pittoresque Trenino verde (petit train vert) qui relie Macomer à Bosa.
Les infrastructures portuaires de type touristique sont celles de Marina di Bosa et de Marina di Torregrande. Le port de Bosa compte 120 emplacements pour bateau tandis que Torregrande peut en garantir 400. Les deux ports sont dotés des services d'énergie électrique, d'eau, de météo, et de ramassages d'ordures en plus de la grue, du carburant et de l'assistance mécanique, électrique, électronique et de chantier. À Oristano, on trouve un port industriel, desservi par un raccord ferroviaire qui le relie à la ligne de train entre Cagliari et Golfo Aranci (it).
Il existe également un petit aéroport, l'aéroport d'Oristano-Fenosu (it).

## Culture

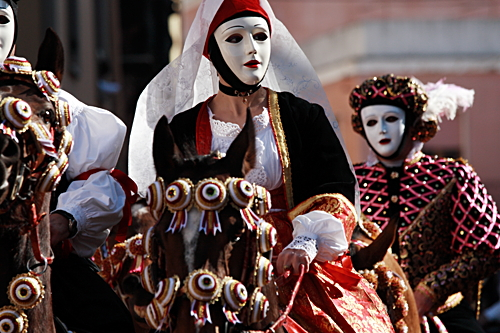
Sa sartiglia

Certaines manifestations culturelles importantes qui ont lieu dans les villages de la province d'Oristano sont liées à la vie religieuse. Dans la période du carnaval, sa Sartiglia (it) se déroule à Oristano et sa Carrela 'e Nanti (it) à Santu Lussurgiu. Sa sartiglia est une joute équestre d'origine médiévale qui consiste à lancer le cheval au galop le long du tracé dans le but d'enfiler une épée ou un bout de bois travaillé appelé su stoccu dans une étoile métallique percée au centre et suspendue sur le tracé par une corde. La manifestation se déroule le dernier dimanche du carnaval et le mardi gras. Sa Carrela 'e Nanti est une course de chevaux à deux le long d'une voie étroite en terre battue dans le centre historique de Santu Lussurgiu. Le parcours est particulièrement risqué, à cause des virages et des rétrécissements. Bosa est connue pour son défilé de carnaval avec les masques typiques de la tradition locale.
l'Ardia de Sedilo est une autre manifestation équestre importante. Elle se tient en l'honneur de saint Constantin empereur. La fête se célèbre au mois de juillet et culmine avec la course à cheval qui part de la colline Su Frontigheddu et, après être passée à travers l'arc qui délimite la cour du sanctuaire, se dirige vers l'église. Après avoir parcouru une série de tours à l'intérieur de l'église, les cavaliers se lancent vers un enclos circulaire, sa muredda, exécutent à l'intérieur une autre série de tours pour sortir à nouveau, à la fin, toujours au galop, vers l'église.
À Milis, le festival international des traditions populaires au mois d'août prévoit la participation de groupes folk étrangers. Il y a une exposition des vins nouveaux de la Sardaigne en novembre.

### Musées
On trouve dans la province de nombreux musées archéologiques, ethnographiques et de traditions paysannes :
- Ales
  - Musée du jouet traditionnel de la Sardaigne (it)
  - Museo diocesano di arte sacra
- Arborea
  - Collection muséale archéologique
- Bidonì
  - Musée S'omo 'e sa Majarza
- Boroneddu
  - Musée du conte de fées sarde
- Bosa
  - Collection permanente « Pinacothèque Antonio Atza »
  - Collection ethnographique Stara
  - Musée Casa Deriu
- Busachi
  - Musée du costume et de la tradition du lin
- Cabras
  - Musée archéologique communal Giovanni Marongiu
- Cuglieri
  - Musée de l'huile Giorgio Zampa
- Genoni
  - Musée du cheval de la Giara
- Ghilarza
  - Maison Gramsci
- Gonnostramatza
  - Musée des incursions barbaresques en Sardaigne Turcus e Morus
- Laconi
  - Musée archéologique civique des statues menhir
  - Parc Aymerich
- Masullas
  - Exposition de minéraux et fossiles Stefano Incani
- Milis
  - Musée du bijou et du costume sarde[12]
- Morgongiori
  - Centre de documentation environnementale du Mont Arci
  - Musée vivant de l'art textile
- Neoneli
  - Musée faunique de l'Oasis d'Assai
- Nughedu Santa Vittoria
  - Musée naturel de l'Oasis d'Assai[13]
- Nurachi
  - Musée d'ethnographie Peppetto Pau
- Oristano
  - Antiquarium Arborense (it)
- Pau
  - Musée de l'obsidienne
- Paulilatino
  - Musée archéologique et ethnographique Palazzo Atzori
- Samugheo
  - Musée unique régional de l'art textile sarde
- Santu Lussurgiu
  - Musée de la technologie paysanne
- Scano di Montiferro
  - Musée naturel « Parc des oiseaux »
- Suni
  - Maison de la technologie paysanne Tiu Virgiliu
- Tadasuni
  - Collection d'instruments musicaux Don Giovanni Dore

### Lieux de culte

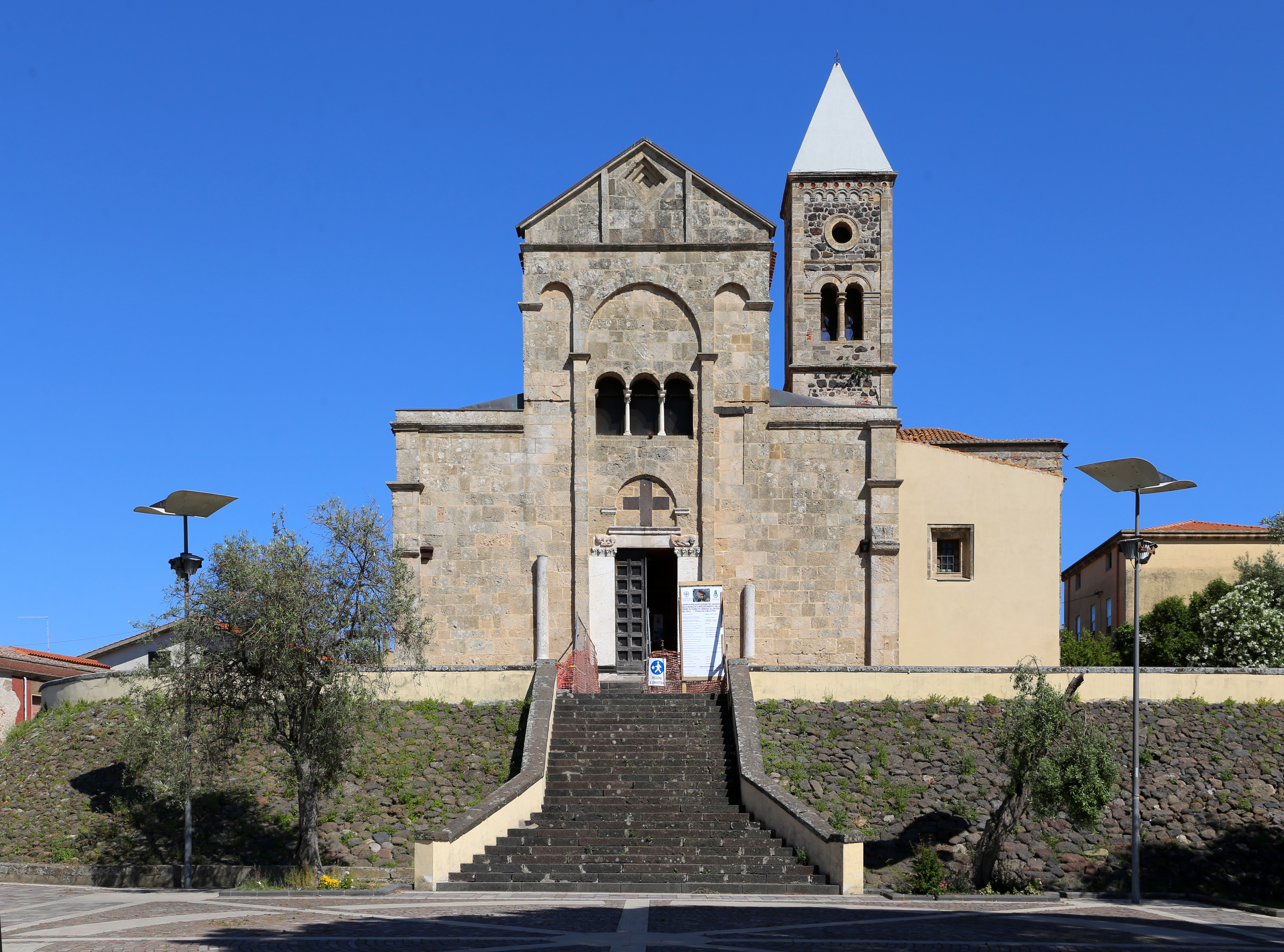
Cathédrale de Santa Giusta

De nombreux édifices religieux de la province méritent une visite :
- Bonarcado
  - Complexe Sainte-Marie de Bonarcado, composé du sanctuaire de Bonacattu (VIIIe et IXe siècle), érigé sur les restes d'un édifice thermal romain du IIe siècle, dans l'église romane de Santa Maria (XIIe siècle) et dans les ruines du monastère.
- Bosa
  - Cathédrale de Bosa, cocathédrale du diocèse d'Alghero-Bosa et le dôme de la ville.
- Cuglieri
  - Basilique de Sainte-Marie-de-la-Neige (it), dans le col Bàrdosu, point dominant de la petite cité. La structure interne actuelle de l'église remonte au XVIIIe siècle, tandis que l'extérieur remonte à 1912. On y trouve la statue de la Madone de la Neige, qui remonte au XIVe siècle.
- Milis
  - Église romane Saint-Paul (XIIe siècle)
- Oristano
  - Cathédrale d'Oristano
  - Basilique Notre-Dame-du-Remède
- Santa Giusta
  - Cathédrale de Santa Giusta (it)
- Santu Lussurgiu
  - Église de Saint Léonard. Édifiée au XIIe siècle, de style roman pisan, elle appartenait à l'origine au monastère et à l'hôpital des moines de Jérusalem. Elle a été agrandie et modifiée au XIIIe siècle.
- Sedilo
  - Sanctuaire de Santu Antinu (it), un sanctuaire champêtre dédié à saint Constantin empereur, où se tient chaque année l'Ardia (it) traditionnelle.

## Tourisme
Pour un article plus général, voir Tourisme en Sardaigne.

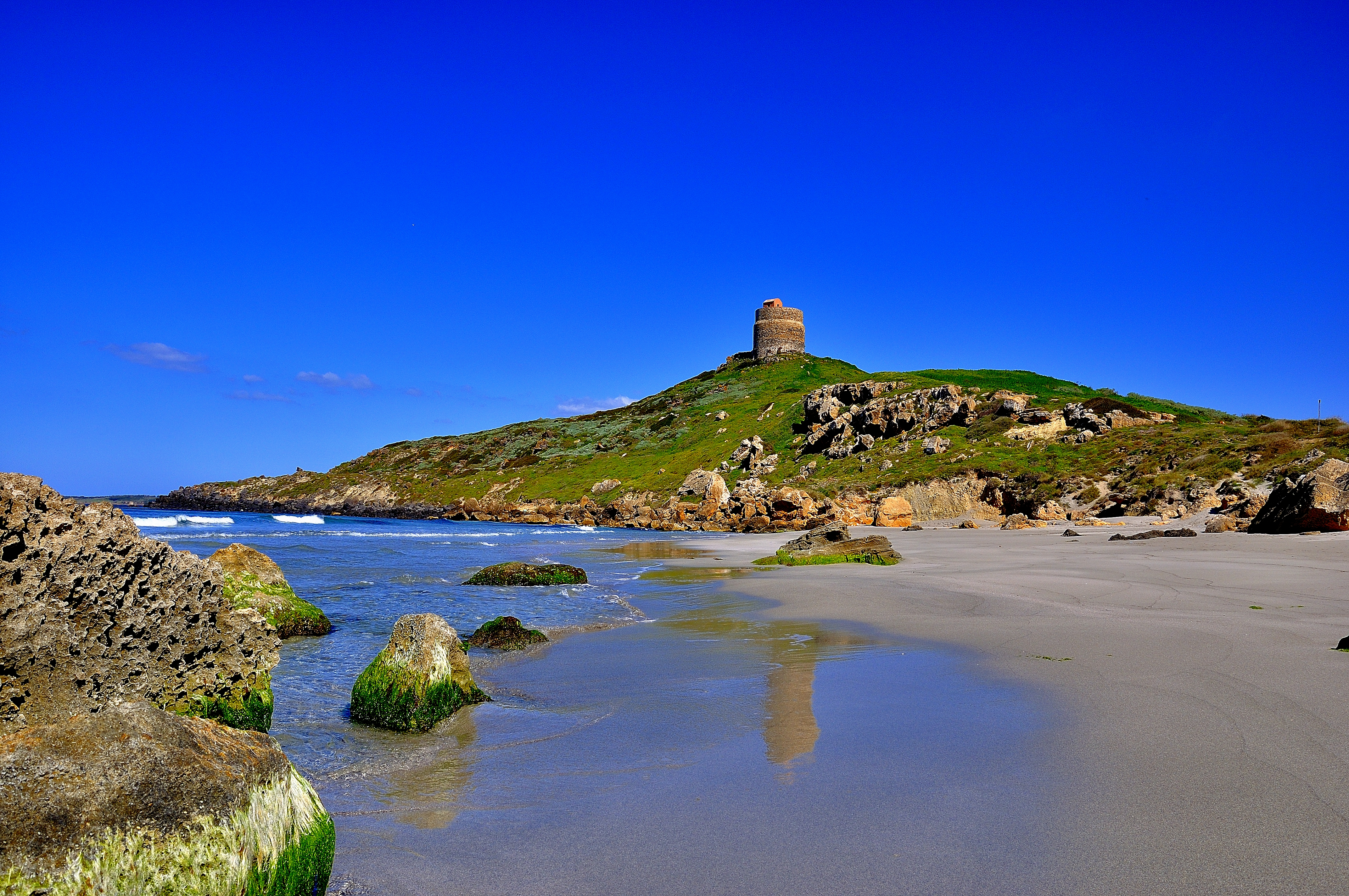
La mer et la tour espagnole à San Giovanni de Sinis.

Le tourisme dans la province est essentiellement estival. De nombreuses localités touristiques se trouvent le long de la côté, parmi lesquelles Torre Grande, Putzu Idu, Torre del Pozzo (it), S'Archittu, Santa Caterina di Pittinuri (it), Porto Alabe et Bosa Marina. De nombreuses plages alternent avec les falaises rocheuses. Les plus connues sont celles de Torre Grande, San Giovanni di Sinis (it), Maimoni, Is Arutas, Mari Ermi, Putzu Idu, S'Archittu, Santa Caterina di Pittinuri, Is Arenas (it), Bosa Marina et Torre Argentina. La côté offre également la possibilité de visiter les nombreux étangs, auprès desquels on trouve des structures pour l'observation des oiseaux.
Vers l'intérieur, on peut visiter San Leonardo de Siete Fuentes (it), qui fait partie de la commune de Santu Lussurgiu, et où se trouvent les sources et l'ancienne église de San Leonardo. À Bonarcado, on peut voir les cascades, avec une chute de trente mètres, de la rivière Sos Molinos, ainsi nommé à cause des moulins à eau qui utilisaient autrefois la force de l'eau pour mettre en mouvement les machines. Sur le lac Omodeo, on peut pratiquer l'aviron.
On trouve des structures hôtelières dans toutes les localités touristiques. Dans les villages de l'intérieur, on peut également séjourner en chambre d'hôtes ou dans de petits hôtels.

## Administration

### Communes
88 communes font partie de la province d'Oristano.

#### Communes principales
Les communes de plus de 2 500 habitants sont :
| Commune               | Population |
| --------------------- | ---------- |
| Oristano              | 31 155     |
| Terralba              | 10 440     |
| Cabras                | 9 032      |
| Bosa                  | 8 026      |
| Marrubiu              | 4 921      |
| Santa Giusta          | 4 811      |
| Ghilarza              | 4 615      |
| Mogoro                | 4 354      |
| Arborea               | 4 048      |
| Samugheo              | 3 183      |
| Uras                  | 2 960      |
| Abbasanta             | 2 828      |
| Cuglieri              | 2 811      |
| San Nicolò d'Arcidano | 2 811      |
| San Vero Milis        | 2 526      |